# Tom Frantzis
Tom Frantzis (1991) is een Belgisch singer-songwriter en producer.
Frantzis stamt uit een muzikale familie. Zijn vader speelde in een rockgroep, die ooit actief was op Jazz Bilzen. Frantzis werd bij het grote publiek bekend tijdens de preselecties voor het Eurovisiesongfestival 2016 in het programma Eurosong. Hier bracht hij het nummer I'm Not Lost, geschreven door hemzelf en Yves Gaillard. 
Op 13 januari 2017 bracht Frantzis de single Facing Changes uit, geschreven door hemzelf en Will Knox, in een productie van Luuk Cox. De single behaalde de 16de plaats in de Ultratip. Het zelfde jaar bracht hij onder Warner Music Benelux She's her own uit en in 2018 de single Talk about You.
Frantzis' This Dance is een duet met Astrid 'Ana Yah' Destuyver, in een productie van Frantzis, R.O en Luuk Cox. Sinds 2020 is Frantzis getekend onder LASER, een sublabel van Sony Music Benelux.  
In Maart 2021 bracht Frantzis voor het eerst een EP uit genaamd 'Loved & Lost'.  

## Discografie

### Singles
| Single met hitnotering(en) in de Vlaamse Ultratop 50 | Datum van verschijnen | Datum van binnenkomst | Hoogste positie | Aantal weken | Opmerkingen |
| ---------------------------------------------------- | --------------------- | --------------------- | --------------- | ------------ | ----------- |
| I'm Not Lost                                         | 2015                  | 30-01-2016            | 25              | 2            |             |
| Facing Changes                                       | 2017                  | 21-01-2017            | tip16           | 7            |             |
| She's her own                                        | 2017                  | 10-06-2017            |                 |              |             |
| Talk About You                                       | 2018                  | 03-03-2018            | tip26           |              |             |
| Better                                               | 2018                  | 07-07-2018            |                 |              |             |
| This Dance                                           | 2020                  | 19-06-2020            |                 |              |             |
| If you were here                                     | 2021                  | 12-02-2021            |                 |              |             |
| Perfect                                              | 2021                  | 12-03-2021            |                 |              |             |
| Mean it                                              | 2021                  | 14-05-2021            |                 |              |             |